# Fledermausbombe

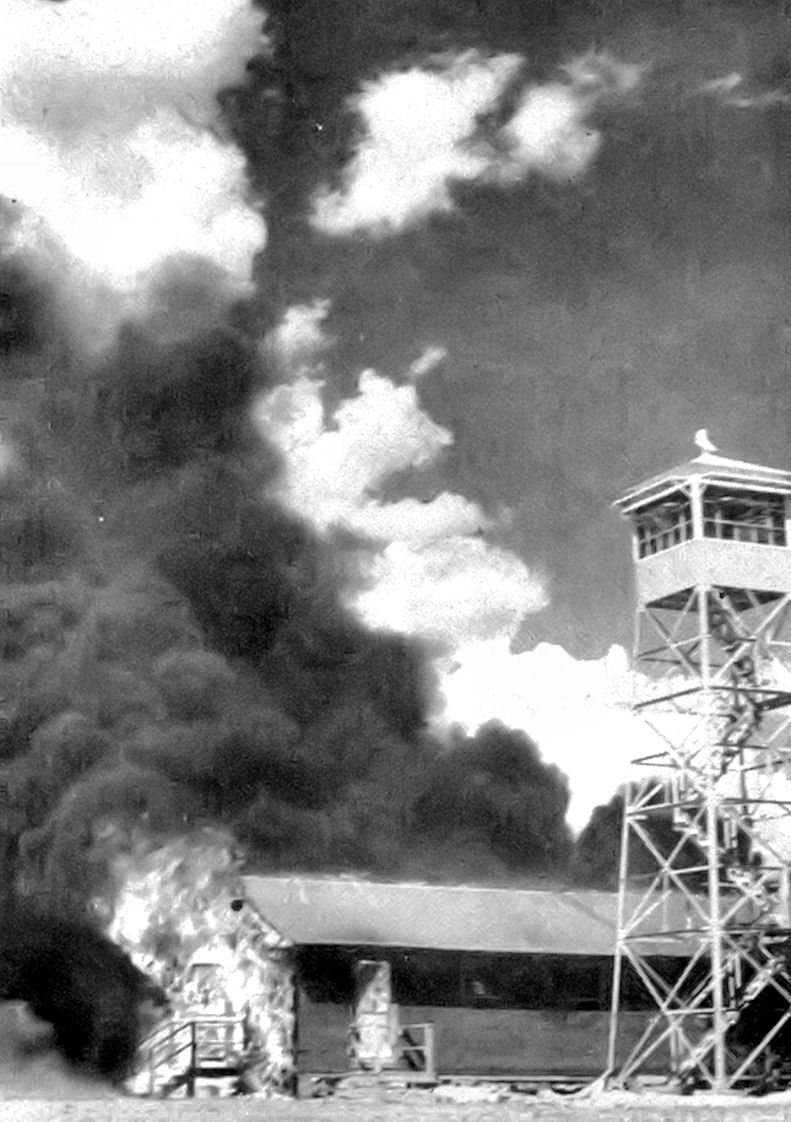
Entwischte Fledermäuse mit Brandbomben entzündeten einen Hangar

In den Vereinigten Staaten gab es während des Zweiten Weltkriegs einen ernsthaften Antrag, dass man Fledermäuse, an denen kleine Brandbomben befestigt wurden, über Japan abwerfen sollte. Der Plan war, die brandstiftenden Bomben mit einer zeitgesteuerten Zündung auszustatten, so dass sie explodieren würden, nachdem die Fledermäuse sich in den japanischen Gebäuden eingenistet hätten. Dies würde weitverbreitet Feuer und Chaos verursachen. Der Fledermausbombenantrag wurde ernsthaft genug betrachtet, so dass Regierungsforscher wirklich brandstiftende Vorrichtungen prüften, Einschätzungen der gewichttragenden Fähigkeit der Fledermaus (Mexikanische Bulldoggfledermaus) durchführten und 1942 der Wagen eines Generals sowie ein Hangar der Army Air Base in Carlsbad in New Mexico in Flammen aufgingen, nachdem bewaffnete Fledermäuse versehentlich freigelassen wurden. Trotz (oder möglicherweise wegen) dieser Tests wurden Fledermausbomben aber nie im Einsatz genutzt.